# Glastonbury (Connecticut)
Glastonbury ist eine Stadt im Hartford County im US-Bundesstaat Connecticut. Das U.S. Census Bureau hat bei der Volkszählung 2020 eine Einwohnerzahl von 35.159 ermittelt. Das Stadtgebiet hat eine Größe von 135,4 km².
Glastonbury ist die Heimat von Candace Bushnell, der Autorin des Buches Sex and the City, das als Vorlage für die gleichnamige Fernsehreihe diente.

## Geschichte
Glastonbury entstand aus einer Siedlung, die 1636 von etwa 30 Familien am Ostufer des Connecticut River gegründet wurde, indem sie dem damaligen Landbesitzer das Land im Tausch gegen etwa 11 m Tuch abkauften. 1690 bekamen die Einwohner die Erlaubnis, eine selbständige Stadt zu werden. Während der amerikanischen Revolution gründete George Stocking eine Schwarzpulverfabrik. Im 18. und frühen 19. Jahrhundert wurde der Schiffbau entwickelt. Diese befuhren den Connecticut River.
1840 unternahm der Drogerist James B. Williams in seiner Drogerie in Manchester die ersten Versuche zur Seifenproduktion. Als er eine zufriedenstellende Formel gefunden hatte, die auch zum Rasieren geeignet sein sollte, zog er nach Glastonbury um und gründete die erste Seifenfabrik. Wenige Jahre danach produzierten diese auch Tinte und Schuhcreme. Somit zog das industrielle Zeitalter in der Stadt ein.

## Schulen
- Glastonbury High School
- Smith Middle School
- Gideon Welles School
- Buttonball Lane School
- Eastbury School
- Hebron Avenue School
- Hopewell School
- Naubuc School
- East Hartford/Glastonbury Magnet School
- Two Rivers Middle Magnet School
- Great Path Academy